# Slot Velthurns
Slot Velthurns (Duits: Schloss Velthurns, Italiaans: Castello di Velturno) is een slot gelegen in het Zuid-Tiroolse Feldthurns (Italië), in het Eisacktal.

## Geschiedenis
Slot Velthurns werd tussen 1577 en 1587 gebouwd door Johann Thomas von Spaur (bisschop van Brixen). Tot 1803 deed het slot dienst als zomerverblijf van de bisschoppen. Daarna kwam Velthurns in handen van de keizer, werd later privébezit en werd ten slotte door Johannes II van Liechtenstein aan de stad Bozen geschonken. Op 18 juni 1978 kwam het slot in het bezit van de provincie Zuid-Tirol.
In 1982 en 1983 werd Slot Velthurns geheel gerenoveerd.

### Heden
Vandaag de dag dient Slot Velthurns als museum en biedt ruimte voor concerten, tentoonstellingen en theatervoorstellingen.